# GuGabriel

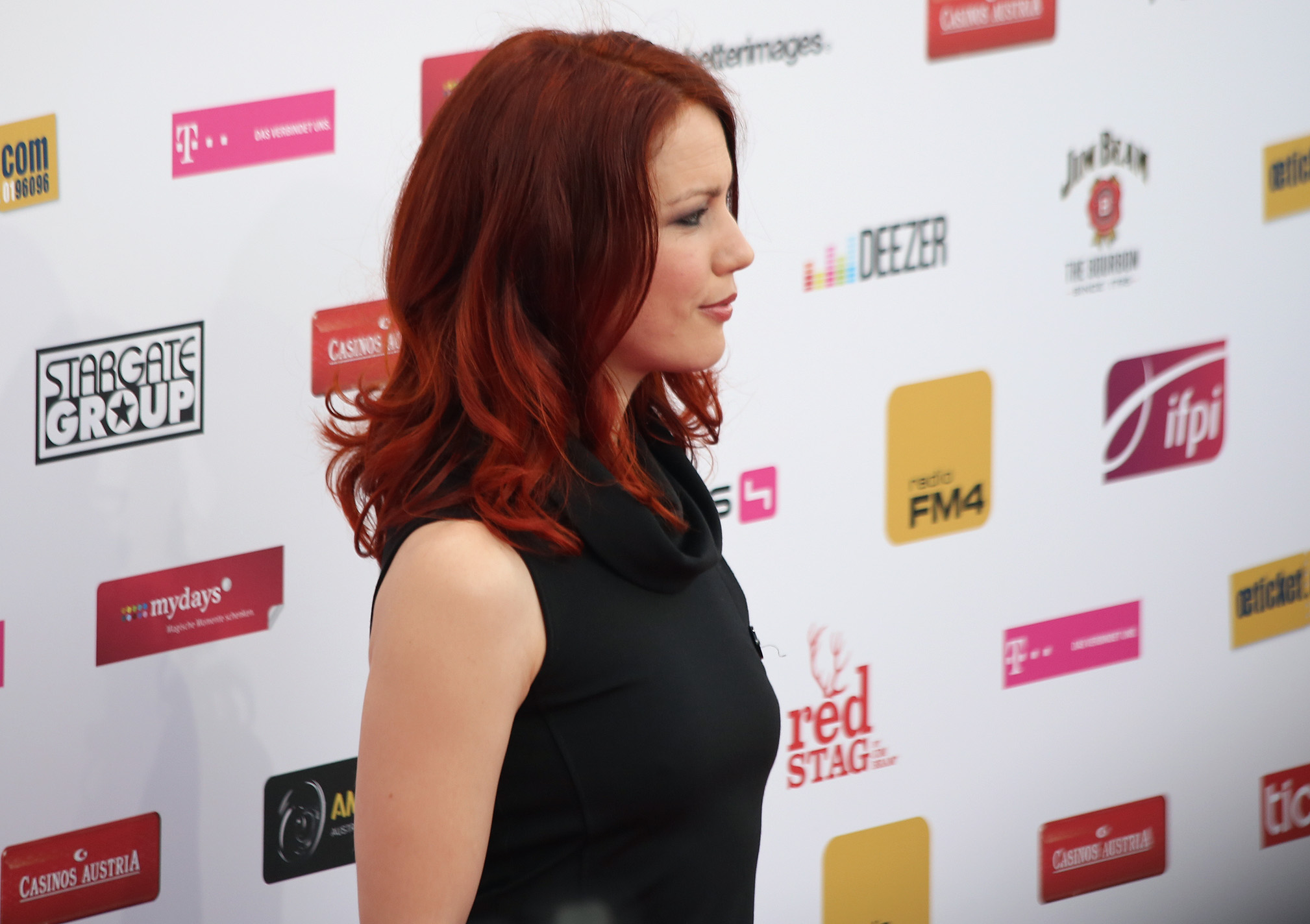
Gudrun Liemberger bei der Amadeus-Verleihung 2013

GuGabriel ist der Künstlername der österreichischen Musikerin, Sängerin und Schauspielerin Gudrun Liemberger (* 1973 in Freistadt, Oberösterreich als Gudrun Gabriele Machowetz).

## Leben und Wirken
Sie wuchs in Weitra auf, wo sie in Gesang, Gitarre, Geige, Klavier und Querflöte unterrichtet wurde. Nach einigen Arbeitsjahren im Betrieb der Mutter und Aufenthalten in England und den USA absolvierte sie eine Ausbildung zur Musical-Darstellerin an der Universität für Musik und darstellende Kunst Wien, danach einen internationalen Theaterworkshop am Berliner Wannseeforum und ein Studium für Film- und Theaterschauspiel wiederum in Wien.
Ab 1999 war sie Mitglied, Gitarristin und Leadsängerin in den Bands Galahad (ab 1999) und The Shepherds (ab 2001). Von 2004 bis 2009 hatte sie Erfolge mit SheSays. Das Debütalbum der Band (SheSays, 2006) erreichte Platz eins in den österreichischen Albumcharts und im selben Jahr erhielt die Band den Amadeus Austrian Music Award als beste Newcomer.
Nach der Auflösung von SheSays begann sie 2010 mit dem Projekt GuGabriel (zusammengesetzt aus ihren Vornamen). 2013 erhielt sie eine Amadeus Austrian Music Award Nominierung in der Kategorie „Beste Künstlerin Rock/Pop“. Für das Album Anima(l) (2011) wurde GuGabriel im Jänner 2014 mit dem European Border Breakers Award ausgezeichnet. Erfolgreichster Song daraus war bislang Salvation, der Platz 19. in den österreichischen Charts erreichte. Auf Radio Südtirol 1  schaffte Gudrun damit den 1. Platz. 2017 erhielt sie den 1. Preis beim ÖKB Songwriter Award.
Als Schauspielerin wirkte sie in Filmen wie Zum Kotzen (2003), Potio (2007), Joe (poor little matchgirl - 2008) oder SOKO Donau (2009) mit.

## Diskografie
Alben
- Anima(l) (Nomad 2011)

Singles
- Reason  (Album Anima(l) 2011)
- Poor little Joé (2011)
- Salvation (2012)
- Adam & Eve (2012)
- Breaking Through (2014)
- What About Us (2016)
- A Little Bit Of Love (2016)